# Coelurosauria
Coelurosauria je naziv grčkog porekla sa značenjem „šupljorepi gušteri” za kladu koja sadrži sve tetopodne dinosauruse bliže povezane sa pticama nego karnosaurusima.

## Literatura
- Currie, Philip J. (2005). Dinosaur Provincial Park: A Spectacular Ancient Ecosystem Revealed. Indiana University Press. стр. 368. ISBN 978-0-253-34595-0.
- Larsson, H.C.E. (2001). „Endocranial anatomy of Carcharodontosaurus saharicus (Theropoda: Allosauroidea) and its implications for theropod brain evolution”.  Ур.: Tanke, D. H.; Carpenter, K.; Skrepnick, M. W. Mesozoic Vertebrate Life. Indiana University Press. стр. 19—33.
- Mayr, G., B. Pohl & D.S. Peters (2005). Mayr, G.; Pohl, B.; Peters, D. S. (2005). „A well-preserved Archaeopteryx specimen with theropod features”. Science. 310 (5753): 1483—1486. Bibcode:2005Sci...310.1483M. PMID 16322455. doi:10.1126/science.1120331..
- George Olshevsky. „Re: What are these dinosaurs”. Архивирано из оригинала 2007-12-09. г. Приступљено 2007-01-29. (on "Coelurosaurus")
- Padian, K (2004). „Basal Avialae”.  Ур.: Weishampel, D.B.; Dodson, P.; Osmólska, H. The Dinosauria (2nd изд.). Berkeley: University of California Press. стр. 210–231. ISBN 0-520-24209-2.
- Senter, P. (2007). "A new look at the phylogeny of Coelurosauria (Dinosauria: Theropoda)." Journal of Systematic Palaeontology, ( Senter, Phil (2007). „A new look at the phylogeny of coelurosauria (Dlnosauria: Theropoda)”. Journal of Systematic Palaeontology. 5 (4): 429—463. Bibcode:2007JSPal...5..429S. doi:10.1017/S1477201907002143.).
- Zanno, L.E., Gillette, D.D., Albright, L.B., and Titus, A.L. (2009). "A new North American therizinosaurid and the role of herbivory in 'predatory' dinosaur evolution." Proceedings of the Royal Society B, Published online before print July 15, Zanno, Lindsay E.; Gillette, David D.; Albright, L. Barry; Titus, Alan L. (2009). „A new North American therizinosaurid and the role of herbivory in 'predatory' dinosaur evolution”. Proceedings of the Royal Society B: Biological Sciences. 276 (1672): 3505—3511. PMC 2817200 . PMID 19605396. doi:10.1098/rspb.2009.1029..
- First Dinosaur Tail Found Preserved in Amber. National Geographic, December 8, 2016.

## Spoljašnje veze
- Paleobiology Database: Coelurosauria Архивирано на веб-сајту  (27. јул 2011)
- The Major Groups of Coelurosaurs
- Palaeos: Coelurosauria
- Tree of Life Web: Coelurosauria